# Pavlov's Dog
Pavlov's Dog je americká progresivně rocková skupina ze St. Louis, Missouri, založená Mike Safronem v roce 1971. Skupina několikrát dlouhodobě přerušila činnost, naposledy se dala znovu dohromady v roce 2009, koncertovala a vydala i nové studiové album Echo & Boo. V říjnu 2011 navštívila Prahu.

## Členové
- David Surkamp - zpěv, akustická kytara (1972–dosud)
- Steve Scorfina - sólová kytara (1972–1977)
- Mike Safron - bicí (1972–1975, 2005-dosud)
- Rick Stockton - basová kytara (1972–1977)
- David Hamilton - klávesy (1972–1975)
- Doug Rayburn - mellotron, flétna (1972–dosud)
- Siegfried Carver - strunné nástroje (1972–1975)
- Bill Bruford - bicí (1975)
- Kirk Sarkisian - bicí (1975–1977)
- Mark Gahr - sólová kytara (1972)
- Tom Nickeson - klávesy (1975–1977)
- a další

## Diskografie
- Pampered Menial (1974)
- At the Sound of the Bell (1975)
- Third ('Has Anyone Here Seen Siegfried?') (1977, oficiálně vydáno 2014)
- Lost in America (1990)
- Echo & Boo (2010)
- Prodigal Dreamer (2018)